# Bundesstraße 532
Pour les articles homonymes, voir Route 532.
La Bundesstraße 532 est une Bundesstraße du Land de Bade-Wurtemberg.

## Géographie
La B 532 se situe près de la ville suisse de Bâle. Elle s'étend du poste frontière français sur le pont Palmrain à Weil am Rhein sur 2,5 kilomètres dans la ville de Weil am Rhein et est l'une des routes fédérales les plus courtes d'Allemagne. Elle croise la Bundesautobahn 5 et les voies de la gare de triage de Bâle-Bade.

## Histoire
La B 532 est établie au milieu des années 1980 et mène au Palmrain, restauré en tant que pont routier ; il y avait un pont ferroviaire sur le site jusqu'en 1937.

## Source
- (de) Cet article est partiellement ou en totalité issu de l’article de Wikipédia en allemand intitulé « Bundesstraße 532 » (voir la liste des auteurs).

1. ↑  (de) « Die Bundes- und Reichsstraßen in Deutschland - Nr. ab 399 » [archive du 15 octobre 2008], sur home.arcor.de (consulté le 18 juillet 2025)